# Bambusicola fytchii
La pernice del bambù montana (Bambusicola fytchii Anderson, 1871) è un uccello galliforme della famiglia dei Fasianidi.

## Descrizione

### Dimensioni
Misura circa 30 cm di lunghezza per 256-400 g di peso.

### Aspetto
Il colore del becco varia a seconda dei sessi: esso infatti è bruno-nerastro nei maschi e bruno-corno scuro con la punta e la mandibola inferiore più chiare nelle femmine. Il maschio inoltre possiede un forte sperone tarsale, del tutto assente nella femmina. Per il resto, tuttavia, i sessi sono pressoché identici, anche per quanto riguarda l'iride, marrone o bruno-giallastra chiara, e le zampe, bruno-oliva. Nel maschio adulto il vertice, la nuca e la parte alta del mantello sono bruno-rossi. Il sopracciglio è bianco-camoscio, sottolineato da una linea nera che parte da dietro l'occhio. La gola, la parte bassa delle copritrici auricolari e la parte anteriore del collo presentano una vivace tinta camoscio ampiamente macchiata e striata di bruno-rosso ai bordi del petto. I fianchi biancastri sono in gran parte segnati da macchie scure a forma di cuore. La parte centrale del ventre e la zona anale sono di colore camoscio puro. Le parti superiori sono bruno-oliva grigiastro, con evidenti segni neri e castani sul mantello, le scapolari e le copritrici alari. Il dorso, il groppone e le copritrici sub-alari presentano delle vermicolature grigie. Le primarie e le secondarie sono di colore rosso. Le rettrici esterne sono rosse barrate di marrone, mentre le piume centrali della coda sono barrate di camoscio e di marrone. La femmina è molto simile al maschio, ma in essa la linea dietro l'occhio è rossa e non nera. I giovani si distinguono dalla femmina per avere il vertice di un rosso più chiaro, le parti superiori meno rosse e il petto più grigio con qualche barra scura.

### Voce
La pernice del bambù montana emette un forte richiamo a due note che risuona con vigore e ricorda quello del francolino nero, pur essendo po' meno acuto: chi-chirii chi-chirii, chirii, chirii chirii. Emette anche un chiacchiericcio continuo, picheup picheup picheup. È stato affermato che le femmine emettano dei gracidii simili a quelli di una rana e dei gridi discordanti.

## Biologia
Le pernici del bambù montane vivono in gruppi di 5 o 6 individui che costituiscono probabilmente dei gruppi familiari. Alle prime luci del mattino e in serata emergono dalle boscaglie situate in prossimità dei villaggi per andare in cerca di cibo sui terreni coltivati. In caso di pericolo si appiattiscono rapidamente al suolo per poi lanciarsi in aria come una molla e volare per breve distanza. Si lasciano allora cadere in un luogo coperto, spesso tra l'erba, ma talvolta anche sugli alberi.

### Alimentazione
La dieta è varia. Le pernici del bambù si nutrono di gemme, radici, semi, sementi coltivate e bacche. Consumano inoltre una grande varietà di insetti, sempre nei pressi di fonti d'acqua permanenti.

### Riproduzione
La struttura sociale di questi volatili non è molto chiara. Si ritiene che vivano insieme durante tutto l'inverno e si disperdano ai primi di marzo. In questo periodo dell'anno i maschi mostrano una maggiore attività vocale. Volano fino a posatoi relativamente alti o lanciano i loro canti prima di lasciarsi cadere al suolo. La stagione della riproduzione inizia generalmente a partire dal mese di aprile in Cina e dal mese di maggio nel Myanmar. Si prolunga raramente al di là del mese di luglio. Il nido è un avvallamento del terreno creato grattando nel mezzo di un cespuglio, di un boschetto di bambù o di una zona erbosa. Viene foderato con erba e foglie. La covata comprende generalmente tra 4 e 6 uova dal guscio sottile, di colore camoscio o camoscio scuro e senza macchie. L'incubazione, che dura 18 o 19 giorni, è compito esclusivo della femmina. Si pensa tuttavia che il maschio partecipi all'educazione dei giovani.

## Distribuzione e habitat
Le pernici del bambù montane frequentano una grande varietà di habitat aperti e arbustivi ad un'altitudine compresa tra 500 e 3000 metri. Questi siti comprendono praterie di erbe alte in zone umide, boschetti di bambù, zone di cespugli sparsi, boschi di querce e salici e foreste miste. Si trovano anche nei pressi dei villaggi, nelle vicinanze delle macchie di cespugli che ricoprono i fianchi delle colline che sono stati in gran parte disboscati. La pernice del bambù montana vive nel nord-est dell'India nell'Assam a sud del Brahmaputra, nel Meghalaya, nel Manipur, nel Nagaland e nell'est dell'Arunachal Pradesh. Il suo areale prosegue in direzione sud fino all'est del Bangladesh e in direzione nord fino al Sichuan e allo Yunnan nel sud-ovest della Cina. Si trova inoltre nel nord del Myanmar, nel nord-ovest della Thailandia, e dal nord del Laos fino al Vietnam. Ne sono riconosciute ufficialmente due sottospecie: B. f. hopkinsoni, che vive soprattutto in India e nel Bangladesh, e B. f. fytchii, che vive principalmente in Cina e nell'est e nel nord del Vietnam. Gli areali delle due sottospecie si sovrappongono nell'est del Myanmar.

## Tassonomia
Il nome di questa specie commemora il maggior generale Albert Fytch. Come già ricordato, ne esistono due sottospecie:
- B. f. fytchii Anderson, 1871, diffusa in un'area compresa tra lo Yunnan e il Sichuan occidentale (Cina centro-meridionale), il Myanmar e il Vietnam settentrionale;

- B. f. hopkinsoni Godwin-Austen, 1874, diffusa in India nord-orientale, Bangladesh e Myanmar occidentale.